# Kungariket Gwent

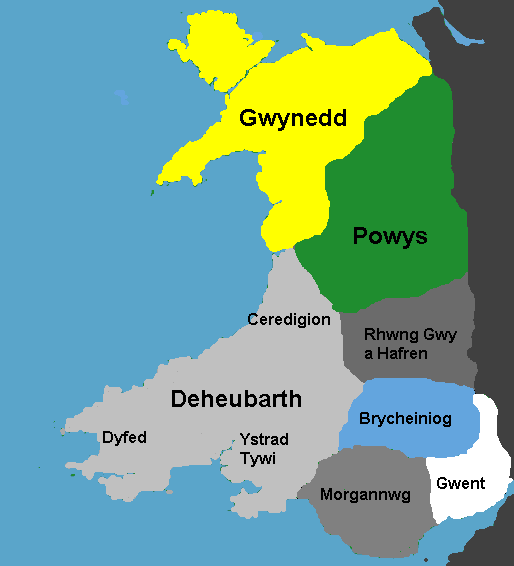
Wales, 1093.

Kungariket Gwent var ett historiskt rike i nuvarande sydöstra Wales mellan 400-talet och 1075.
Wales var historiskt splittrat i flera småstater. Kungariket Gwent var en av de första dokumenterade stater som framträdde i Wales efter romarna lämnade Britannien. Det enades med Gwent och Glywysing enades under 900-talet under namnet Morgannŵg. Det uppgick tillfälligt i kungariket Wales i mitten av 1000-talet. Riket erövrades av England under den normandiska invasionen av Wales 1067-1081. 